# Réez-Fosse-Martin
Réez-Fosse-Martin är en kommun i departementet Oise i regionen Hauts-de-France i norra Frankrike. Kommunen ligger i kantonen Betz som tillhör arrondissementet Senlis. År 2022 hade Réez-Fosse-Martin 142 invånare.

## Befolkningsutveckling
Antalet invånare i kommunen Réez-Fosse-Martin
| Referens: INSEE |